# Hugo Parmentier
Hugo Parmentier (* 7. června 1998 Levallois-Perret) je francouzský reprezentant ve sportovním lezení, juniorský vicemistr světa v lezení na obtížnost. Juniorský vicemistr Evropy v lezení na obtížnost a v boulderingu.

## Výkony a ocenění

### Závodní výsledky
| Světový pohár | Světový pohár | Světový pohár    |
| Rok           | 2014          | 2015             |
| ------------- | ------------- | ---------------- |
| Obtížnost     | 0             | 38-40            |
| jednotlivě*   | 38            | -,-,43,-,-,22,22 |

* poznámka: nalevo jsou poslední závody v roce
| Mistrovství světa juniorů | Mistrovství světa juniorů | Mistrovství světa juniorů | Mistrovství světa juniorů | Mistrovství světa juniorů |
| Rok                       | 2013 kat. B               | 2014 kat. A               | 2015 kat. A               | 2017 junioři              |
| ------------------------- | ------------------------- | ------------------------- | ------------------------- | ------------------------- |
| Obtížnost                 | 2                         | 9                         | 3                         | 10                        |
| Bouldering                | —                         | —                         | 3                         | 10                        |

| Mistrovství Evropy juniorů | Mistrovství Evropy juniorů | Mistrovství Evropy juniorů | Mistrovství Evropy juniorů | Mistrovství Evropy juniorů | Mistrovství Evropy juniorů |
| Rok                        | 2013 kat. B                | 2014 kat. A                | 2015 kat. A                | 2016 junioři               | 2017 junioři               |
| -------------------------- | -------------------------- | -------------------------- | -------------------------- | -------------------------- | -------------------------- |
| Obtížnost                  | 4                          | 3                          | 2                          | 23                         | 3                          |
| Bouldering                 | —                          | 5                          | 4                          | —                          | 2                          |

| Evropský pohár juniorů | Evropský pohár juniorů |
| Rok                    | 2017 junioři           |
| ---------------------- | ---------------------- |
| Obtížnost              | 7                      |
| jednotlivě             | ,-,6,-,4               |